# غاده عبدالرازق

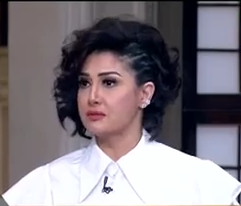

غاده عبدالرازق (زاده ۶ ژوئیه ۱۹۷۰)، بازیگر مصری است. او در استان جیزه مصر به دنیا آمد و کوچکترین دختر پدرش محمد عبدالرزاق است.
از جمله آثار او می‌توان به فیلم‌های (جمال عبدالناصر)، (زن تحت نظر) و (دستور کار آزاد)، (سوق‌العصر) و (خانواده و مردم) و سریال‌های خانواده حاج متولی در سال ۲۰۰۱ با نورالشریف و (مسئله اصول) در سال ۲۰۰۳ و (محمود المصری) و (اردک و خواهرانش) در سال ۲۰۰۴ اشاره کرد. عبدالرازک در سال ۲۰۰۶ پرکارتر بود و در آثار (الذین بترسید مردند)، (بر عشق و علاقه)، (بازگشت پیشخدمت)، (دقیقه ۹۰) و (ذه الحوا) نقش آفرینی داشت.